# Yu Takeuchi

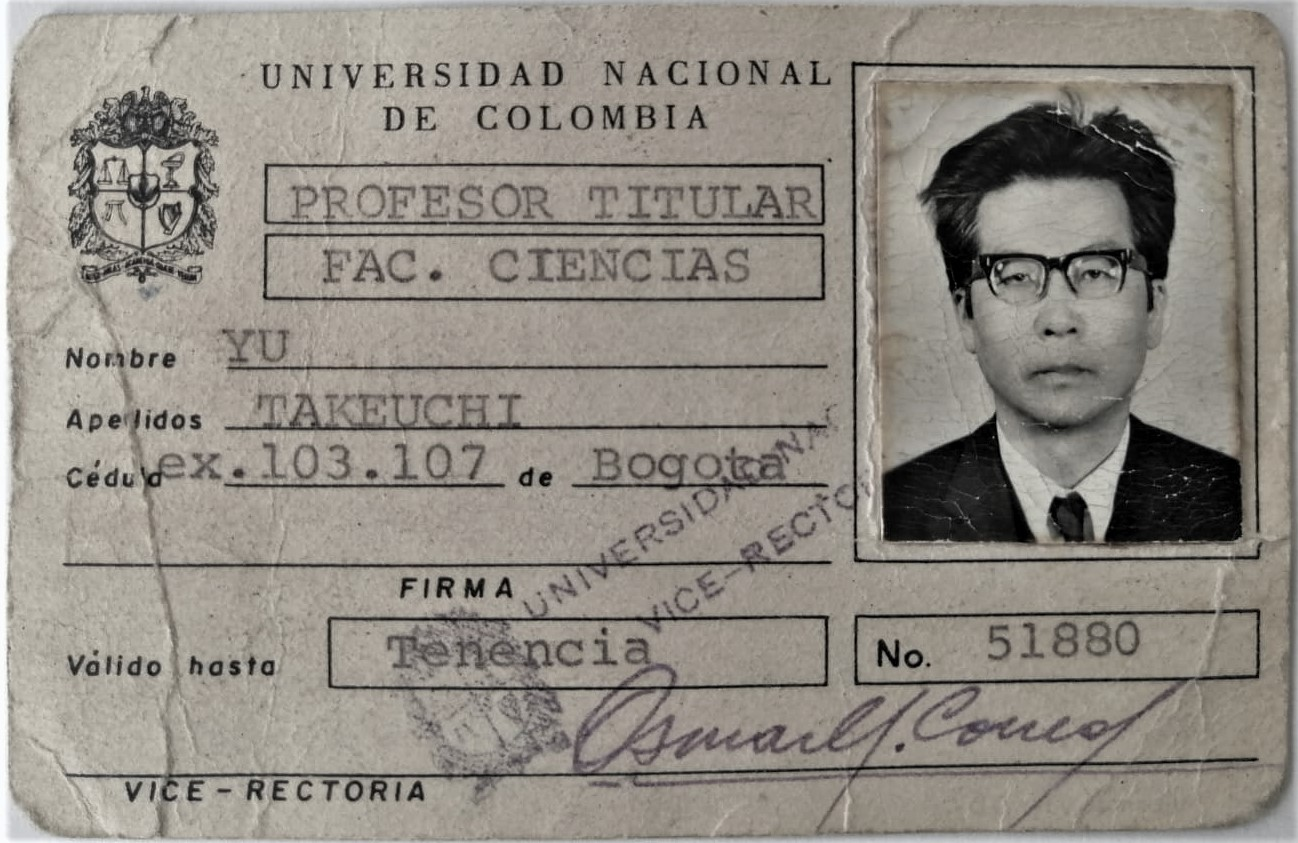
Carnet como profesor de la facultad de Ciencias de la Universidad Nacional de Colombia en el año 1959. En posesión del Archivo Central Histórico de la misma.

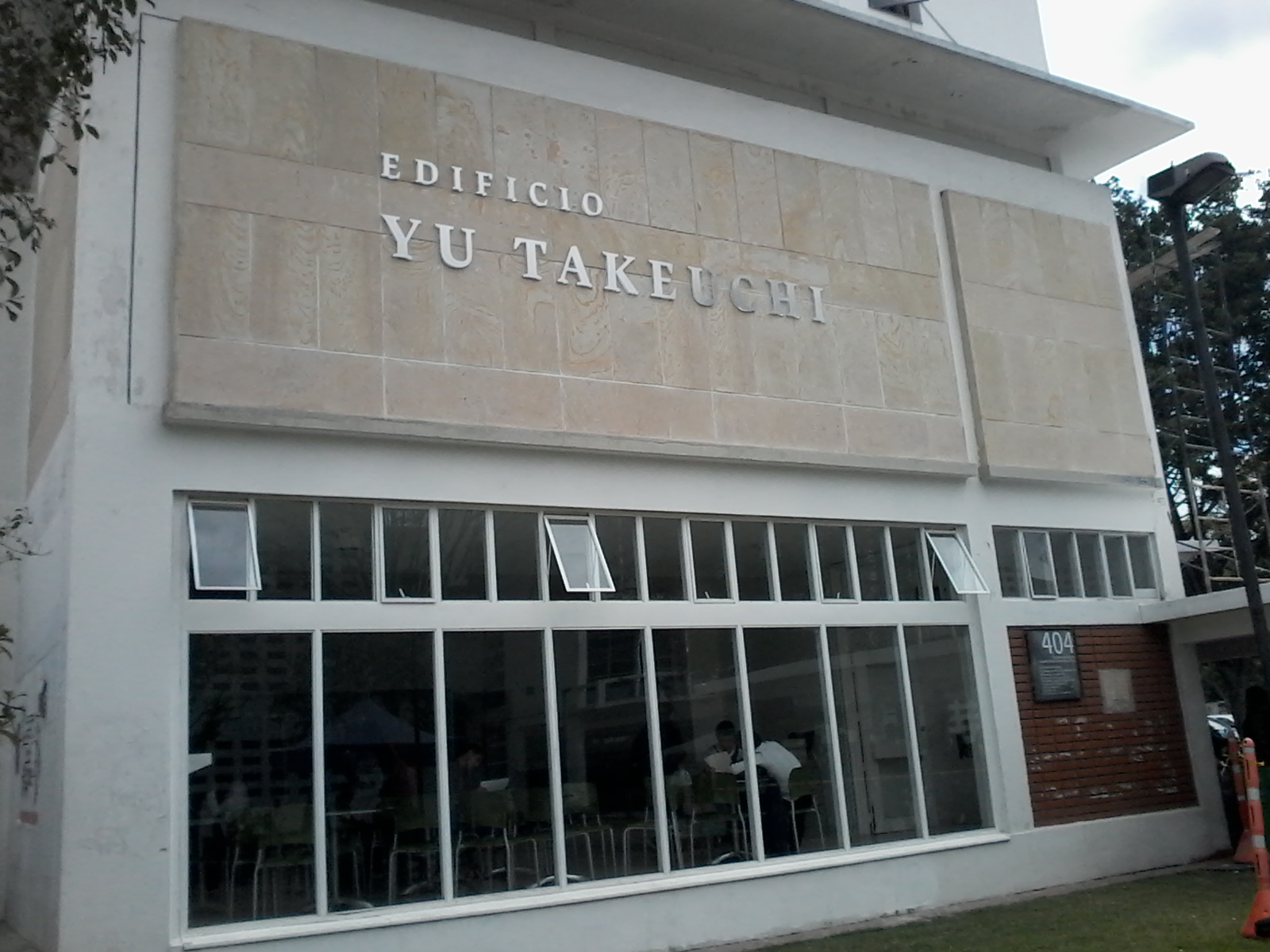
El edificio 404 (Departamentos de Física, Matemáticas, Estadística y Ciencias de la Computacion de la Facultad de Ciencias de la Universidad Nacional de Colombia), en la Ciudad Universitaria de Bogotá, lleva el nombre de Yu Takeuchi.

Yu Takeuchi (竹内 悠 Takeuchi Yū?)  (Tokio, 16 de marzo de 1927 - Bogotá, 25 de diciembre de 2014) fue un físico y matemático japonés nacionalizado colombiano, reconocido docente e impulsor de la matemática del siglo XX en Colombia.

## Biografía
Takeuchi estudió física teórica en la Universidad Imperial de Tokio (actual Universidad de Tokio) y fue profesor de la Universidad de Ibaraki. Llegó a Colombia por medio de un intercambio cultural del gobierno japonés en 1959 promovido por la Universidad Nacional de Colombia, de donde sería profesor hasta 1989. Junto a otros cinco profesores japoneses, Takeuchi llegó a Colombia, ingresando por Buenaventura, sin saber hablar español. La contratación fue tramitada por la embajada japonesa. Su selección se dio entre 30 docentes, según indicó Ramón García Piment en entrevista con UN Radio.[cita requerida]
Si bien Takeuchi se graduó como físico por influencias familiares, su pasión era aprender y enseñar matemáticas: impartió cursos de análisis vectorial, cálculo y sucesiones; este último estudio fue el que más le inquietó. Es reconocido por ser el fundador de la revista Matemáticas: Enseñanza Universitaria. Formó parte de la primera promoción de la Maestría en Ciencias con Especialidad Matemática de la Universidad Nacional de Colombia en 1972.
Según Ignacio Mantilla, alumno de Yu Takeuchi y exrector de la Universidad Nacional de Colombia, en el evento de los 100 años de relaciones entre Colombia y Japón, en 2008, se le dio un reconocimiento como el personaje japonés más influyente en Colombia.
Desde el año 2016, la familia Takeuchi y la Academia Colombiana de Ciencias Exactas, Físicas y Naturales otorgan el Premio Yu Takeuchi en honor y memoria del gran profesor.

## Trabajo como difusor
Desde que inició su trabajo como docente en Colombia, Takeuchi se hizo muy consciente del atraso y desactualización de las matemáticas en el país y la necesidad de formar a los docentes de todos los niveles educativos. Por ello, también se dedicó a recorrer gran parte del territorio nacional difundiendo la Matemática Moderna a través de seminarios, talleres y colaboraciones de todo tipo.

## Imprenta y obras
Para la década de los años 1960, muchos estudiantes de la facultad de ciencias de la Universidad Nacional no contaban con los recursos económicos para adquirir los libros de texto, pocos de los cuales estaban en español. Takeuchi sabía de esta dificultad, por ello contaba con una imprenta en el garaje de su casa, en donde con la colaboración de su esposa e hijos producía variados textos hechos a mano y de bajo costo, de fácil accesibilidad para la comunidad universitaria. Según el profesor, su mayor anhelo era transmitir a toda costa el conocimiento matemático, del cual carecía Colombia por esos años. 

Iván Castro Chadid, colega cercano de Takeuchi recuerda: 
En realidad esto era lo que hacía con sus publicaciones como el mismo lo manifestaba: “escribía textos para todo el mundo, buscando la popularización de la matemática”; Usualmente, estos libros estaban integrados por 60 parágrafos, de tal forma que cada parágrafo corresponde a una lección de una hora de clase, adaptándolo a la distribución semestral de las materias y el criterio que lo guiaba de acuerdo a sus propias palabras era el siguiente: “Hoy en día cuando el tiempo parece acortarse y los campos de investigación son cada vez mayores, se hacen necesarios libros prácticos, económicamente al alcance de todos, de buen nivel académico y con temas seleccionados pensando en el futuro, que ayuden verdaderamente al estudiante. Textos que llenan esas condiciones y necesidades son los que presento”.

Algunos de los trabajos más importantes de Yu Takeuchi son:
- Cálculo Elemental, con Raúl Tobar, Alberto Medina y Jaime Malpica.
- Elementos del Cálculo, con Ricardo Losada.
- Cálculo Diferencial e Introducción al Cálculo Integral.
- Teoría de Funciones de Variable Compleja, con Rafael Suárez.
- Cálculo II, con Víctor Hugo Prieto.
- Cálculo III.
- Sucesiones y Series Tomo I.
- Sucesiones y Series Tomo II.
- Mecánica Analítica I.
- Mecánica Analítica II.
- Integral de Lebesgue.
- Cálculo I, con Víctor Albis.
- Análisis Matemático.
- Espacios de Hilbert.
- Variable Compleja en tres semanas.
- Ecuaciones Diferenciales Parciales.
- Conjuntos Ordenados-Fundamentos de Análisis.
- Algunos Trucos Para Resolver Problemas de las Series.
- Sucesiones de Funciones y Teoría de Distribución.
- Métodos analíticos del Análisis No-Estándar.
- Introducción al Análisis No-Estándar I.
- Introducción a la Mecánica Estadística.
- Problemas de Sucesiones y Cálculo.
- Temas Elementales de Sucesiones.
- Introducción al Análisis Funcional.
- Algunos Temas de Sucesiones.
- Teoría de Funciones No-Estándar.
- Análisis No-Estándar II.
- Sucesiones Recurrentes.
- Hacia la Matemática (seis tomos).
- Análisis Matemático de Varias Variables.

## Reconocimientos

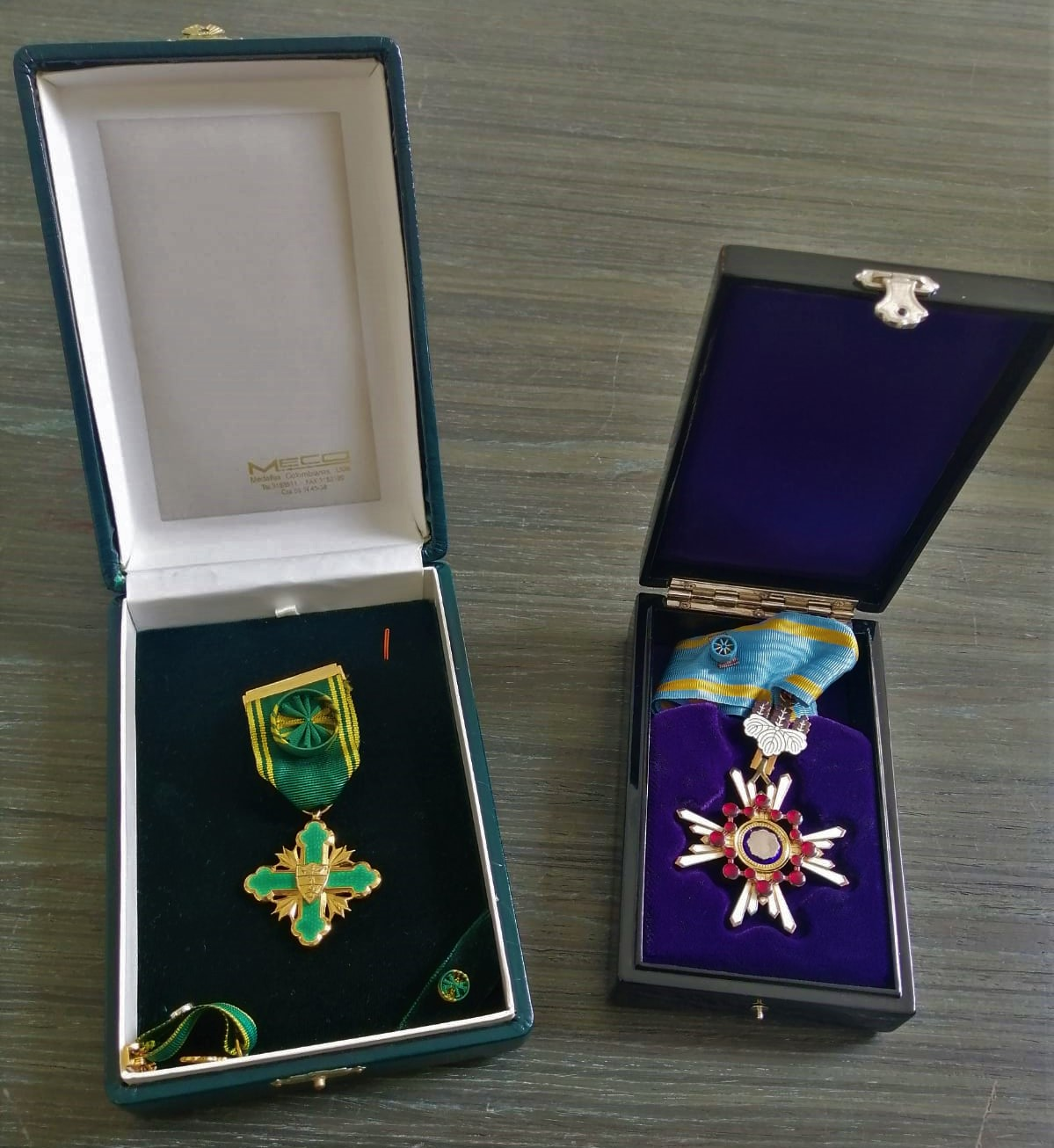
Medalla de la Orden de San Carlos (Colombia) y Medalla de la Orden del Tesoro Sagrado, Rayos de oro y plata (Japón), que pertenecieron al profesor Yu Takeuchi. Actualmente se encuentran en posesión en el Archivo Central Histórico de la Universidad Nacional de Colombia.

Entre las distinciones más importantes que recibió el profesor Takeuchi se destacan las siguientes:
- Profesor Emérito de la Universidad Nacional de Colombia en 1979.
- Profesor Honorario de la Universidad Javeriana en 1985.
- Profesor Honorario de la Universidad Nacional de Colombia en 1995.
- Profesor Honorario de la Universidad Popular de Cesar en 1996.

En el año 2008 Takeuchi condecorado por Colombia y Japón con la Medalla de la Orden de San Carlos y la Medalla de la Orden Tesoro Sagrado respectivamente por sus logros en las matemáticas en el país. Para el año 2010 obtuvo la nacionalidad colombiana.